# Orchestra Sinfonica di Radio Stoccarda
L'Orchestra Sinfonica di Radio Stoccarda (Tedesco: Radio-Sinfonieorchester Stuttgart des SWR) era un'orchestra della radio tedesca con sede a Stoccarda in Germania. Il complesso era stato fondato nel 1945 da parte delle autorità di occupazione americane, come Orchestra di Radio Stoccarda, sotto il nome di Sinfonieorchester von Radio Stuttgart (Orchestra Sinfonica di Radio Stoccarda). La radio più tardi divenne il Süddeutscher Rundfunk (SDR, Radio Tedesca Sud) e l'orchestra cambiaò il suo nome nel 1949 in Sinfonieorchester des Rundfunks Süddeutschen (Orchestra Sinfonica Radio della Germania meridionale). Nel 1959, l'orchestra ha assunto il nome di Südfunk-Sinfonieorchester ed ha acquisito l'attuale denominazione nel 1975.
Come molte orchestre radiofoniche in Germania, l'orchestra aveva la reputazione di eseguire musica contemporanea. Gli ultimi direttori principali sono stati Sir Neville Marriner (1983-1989), che in seguito ha avuto il titolo di direttore ospite principale. Georges Prêtre, che divenne direttore artistico dell'orchestra nel 1996 e in seguito ha ottenuto il titolo di Direttore Laureato. Dal 1998 al 2011, Roger Norrington è stato direttore principale e portò le sue idee delle prestazioni storicamente informate, compreso l'uso minimo del vibrato, nello stile esecutivo dell'orchestra. Norrington ora condivide il titolo di Ehrendirigent (direttore onorario) con Georges Prêtre. Nel marzo 2010, l'orchestra ha annunciato la nomina di Stéphane Denève come il suo successivo direttore principale, a partire dalla stagione 2011-2012. Il suo contratto iniziale è stato definito in 3 anni. Nel giugno 2013, l'orchestra ha annunciato l'estensione del contratto di Denève fino alla stagione 2015-2016. Denève concluse il suo mandato come direttore principale al termine della stagione 2015-2016, e fu l'ultimo direttore a detenere il titolo di direttore principale dell'orchestra.
Nel giugno 2012, il Consiglio di Trasmissione della SWR votò a favore di una misura proposta dal Sovrintendente Peter Boudgoust della SWR di fondere l'Orchestra Sinfonica di Radio Stoccarda con la Southwest German Radio Symphony Orchestra, per apparenti motivi di limitazioni di bilancio per due orchestre separate affiliate alla SWR. Il Consiglio di Trasmissione della SWR ha approvato formalmente il provvedimento nel mese di settembre 2012, programmando la fusione delle due orchestre per il 2016. Ci furono proteste internazionali sulla proposta emersa. L'orchestra ha dato il suo ultimo concerto il 28 luglio 2016 sotto la direzione di Norrington, alla Royal Albert Hall, come parte dei Proms.
L'orchestra ha registrato per diverse etichette, tra cui la Hänssler e la ECM New Series.
Nel 2016 l'orchestra è confluita nell'Orchestra sinfonica della SWR.

## Direttori Principali
- Hans Müller-Kray (1948–1969)
- Sergiu Celibidache (1971–1977)
- Neville Marriner (1983–1989)
- Gianluigi Gelmetti (1989–1998)
- Roger Norrington (1998–2011)
- Stéphane Denève (2011–2016)